# Erodium botrys
Erodium botrys é uma planta com flor pertencente à família Geraniaceae.
A coloração de suas flores variam entre o rosa e o lilás, possuindo geralmente 5 pétalas.